# 许滕贝格 (黑森州)
许滕贝格（Hüttenberg）是德国黑森州的一个市镇。总面积40.74平方公里，总人口10637人，其中男性5164人，女性5473人（2011年12月31日），人口密度261人/平方公里。

## 友好城市
- 法國 克雷米约